# FC Sankt Veit
FC Sankt Veit is een Oostenrijkse voetbalclub uit Sankt Veit an der Glan in de deelstaat Karinthië. De club kwam in 1989 tot stand na een fusie tussen SV Sankt Veit en SC Amateure Sankt Veit.

## Geschiedenis

### SV Sankt Veit
De club werd in 1950 opgericht en promoveerde in 1953 naar de Tauernliga, dat toen een van de tweede klassen was. Na drie seizoenen moest de club een eindronde spelen om het behoud en verloor daarin van Wolfsberger AC. Een terugkeer naar de tweede klasse volgde pas in 1973, toen de Regionalliga Mitte. De club werd vierde achter Rapid Lienz, maar door een herstructurering, oprichting van de Staatsliga, degradeerde de club toch. Na één seizoen kon de club terugkeren. Amper een jaar later promoveerde ook SCA Sankt Veit waardoor er vijf jaar op rij stadsderby's gespeeld werden in de tweede klasse.
In 1977 versloeg de club in de beker Sturm Graz en Austria Salzburg en stootte zo door naar de halve finale, waarin ze met 1-2 verloren van Wiener Sport-Club. In 1980 werd dit huzarenstuk herhaald, dit keer was Austria Salzburg te sterk. In 1978 en 1987 bereikte de club de kwartfinale.
Adolf Funder, een grootindustrieel uit de stad, was een sportmecenas voor zowel SV als SCA. Begin jaren tachtig trok hij zich terug. SCA zakte weg in de anonimiteit en ook SV kreeg problemen maar kon in 1982/83 wel gedeeld met Favoritner AC de titel behalen en zo voor het eerst promoveren naar de hoogste klasse.
Het volgende seizoen startte de club met een 2-0-overwinning tegen VOEST Linz en de week erna stonden ze ook 0-2 voor tegen SSW Innsbruck, maar moesten uiteindelijk tevreden zijn met een gelijkspel. Op de derde speeldag kwam de latere kampioen Austria Wien op bezoek, er kwamen 6.000 toeschouwers opdagen wat een record is tot nu toe, Austria won met 1-5. Na het einde van het seizoen stond de club op een veertiende plaats en moest de eindronde om het behoud spelen die het verloor van Donawitzer SV Alpine.
Na drie seizoenen tweede klasse werd de club laatste en degradeerde naar de Landesliga. In 1989 fusioneerde de club met rivaal SCA.

### SCA Sankt Veit
SC Amateure Sankt Veit werd onder de naam ATUS Sankt Veit, een allround sportclub, opgericht kort na de Tweede Wereldoorlog. In 1976 nam het deel aan de eindronde om promotie naar de tweede klasse en schakelde SK Amateure Steyr en WSV Liezen uit en promoveerde zo. Stadsrivaal SV was een jaar eerder al gepromoveerd. In 1981 degradeerde de club na vijf seizoenen. Enkel in 1979 eindigde SCA boven SV Sankt Veit.
In de beker deed de club het niet zo goed als SV maar kon van 1978 tot 1980 wel de zestiende finales van de beker bereiken en verloor daarin van Linzer ASK, Austria Klagenfurt en toenmalige topclub VOEST Linz. In 1981 geraakten ze één ronde verder en daarin verloren ze van Admira-Wacker.
Sponsor Adolf Funder trok zich terug en na de degradatie uit de tweede klasse zakte de club weg naar de lagere speelklassen.

### Fusie
De club speelde van 1998 tot 2003 in de Regionalliga en degradeerde dan naar de Landesliga. Na een titel in de Kärnter Landesliga in 2008 promoveerde de club terug naar de Regionalliga.